# RIDEBACK
《RIDEBACK》是笠原徹郎所作的日本漫画。从2003年1月号开始到2009年1月号为止，連載于小学馆发行的《月刊IKKI》。以2020年的日本為背景舞台，描述操作人形二輪車機器人「RIDEBACK」的女大學生尾形琳的故事。电视动画从2009年1月播放至3月。

## 剧情简介
主人公尾形琳出生于2001年9月11日，是芭蕾演员尾形由纪的女儿。憧憬母亲的她从小练习芭蕾舞，并且小有成就。2014年，她的母亲死于地震，之后在2017年她因为受伤 而决定放弃芭蕾舞。2020年，她进入武藏野文艺大学。一天，她偶然地 进入了Rideback部的房子。在部员菱田春树的劝诱下，她坐上一台Rideback，而这一瞬间改变了自己的人生和世界的命运。

## 出場人物
作品的人物名稱大多源自江戶時代的畫家名字所改編。

### RIDEBACK部
武藏野文藝大學的同好會。
尾形琳（聲：水樹奈奈）
作品的女主角。2001年9月11日出生。身高155公分。
名字的由來是尾形光琳。
菱田春樹（聲：上田祐司）
英文科2年級學生，琳的學長。
名字的由來是菱田春草。
河合堂太（聲：陶山章央）
工學部3年級學生，琳、春樹、翔子的學長。
名字的由來是川合玉堂。
片岡珠代（聲：朴璐美）
名字的由來是片岡球子。
上村翔子（聲：豊口惠）
名字的由來是上村松園。
岡倉天司郎（聲：小山力也）
名字的由來是岡倉天心。
內田啜（聲：松元惠）
名字的由來是内田雅久里。

### GCF
橫山美里（聲：早水理沙）
名字的由來是横山操。
田能村竹志
名字的由來是田能村竹田、田能村直入。

名字的由來是俵屋宗達。
小林靖子
名字的由來是小林古径。
菱田秋彦
内田步
羅曼諾夫·卡連巴克（聲：三木真一郎）
（CV：青山穰）

### BMA
基弗（聲：森川智之）
尾形堅司（聲：堀江一真）
尾形琳的弟弟，2004年4月25日出生。

### 其他
尾形遊紀（聲：園崎未惠）
依田惠（聲：小林沙苗）
片岡南風（聲：柴田秀勝）
片岡龍之介（聲：木內秀信）

## 用語
RIDEBACK
长脚的摩托车，虽然运动能力更加优秀，速度却不及一般的摩托车。Rideback烧的不是汽油，而是名叫“cocktail”的主要成分为酒精的燃料。
GGP（Global Government Plan）
世界統治構想，理想是打破旧有的世界体制，给世界带来真正的和平和秩序。
GGF（Global Government Force）
世界統治軍，隶属于GGP的军队。
BMA（Borderless Military Alliance）
无国界军事同盟，反对GGF。

### RIDEBACK
FUEGO TYPE-L
TERYAN KADURO製造，350cc的RIDEBACK。琳的愛用車。
RB-Z
SCROBO

SURU
BALON
B-KNIGHT

PRB-001R
GRIMOIRE

## 出版書籍
| 卷數 | 小學館         | 小學館                 |
| 卷數 | 發售日期       | ISBN                   |
| ---- | -------------- | ---------------------- |
| 1    | 2004年5月28日  | ISBN 4-09-188471-7     |
| 2    | 2004年7月30日  | ISBN 4-09-188472-5     |
| 3    | 2005年1月28日  | ISBN 4-09-188473-3     |
| 4    | 2005年5月30日  | ISBN 4-09-188474-1     |
| 5    | 2005年12月26日 | ISBN 4-09-188307-9     |
| 6    | 2006年6月30日  | ISBN 4-09-188325-7     |
| 7    | 2006年12月26日 | ISBN 4-09-188350-8     |
| 8    | 2007年6月29日  | ISBN 978-4-09-188367-4 |
| 9    | 2008年12月26日 | ISBN 978-4-09-188430-5 |
| 10   | 2009年2月25日  | ISBN 978-4-09-188455-8 |

小說
- RIDEBACK~キャノンボール・ラン~ （GAGAGA文庫）全1卷

原作、插畫：笠原徹郎 / 著：陸凡鳥
| 卷數 | 小學館        | 小學館                 |
| 卷數 | 發售日期      | ISBN                   |
| ---- | ------------- | ---------------------- |
| 全   | 2009年1月20日 | ISBN 978-4-09-451113-0 |

## 电视动画
从2009年1月开始在千叶电视台等电视台放送，全12話。动画将原作的要素加以整理和再构成，其剧情和原作的差别很大，可以说是另外一部作品。

### 配音员
- 尾形琳（おがた りん）- 水樹奈奈
- 菱田春樹（ひしだ はるき）- 上田祐司
- 河合堂太（かわい　どうた）- 陶山章央
- 片岡珠代（かたおか たまよ）- 朴璐美
- 上村翔子（うえむら-）- 豊口惠
- 岡倉天司郎  - 小山力也
- 内田啜（うちだ-）声 - 松元恵
- 橫山美里（よこやま）- 早水理沙
- 基弗（キーファ）- 森川智之
- 羅曼諾夫·卡連巴克（ロマノフ・カレンバーク）- 三木真一郎
- 片岡龍之介  - 木內秀信
- 依田惠  - 小林沙苗
- 尾形堅司  - 堀江一真

### 制作人员
- 監督：高橋敦史
- 系列構成・脚本：高屋敷英夫、飯塚健
- 角色设计・总作画監督：田崎聡
- 美術監督：東地和生
- 色彩設計：橋本賢
- VFX指导：加藤道哉
- CGI監督：設楽友久
- 撮影監督：斉藤寛
- 音乐：和田貴史
- 音響監督：中嶋聡彦
- 作品制作：豊田智紀
- 动画制作：Madhouse
- 制片：原史倫、大貫一雄、上田耕行
- 执行制片：丸田順吾、竹内茂樹、川村明廣
- 製作：「Rideback」製作委員会（Madhouse、Inter Channel、Geneon Entertainment）

### 主題曲
片头曲「RIDEBACK」
作詞：MELL，作曲、編曲：高瀬一矢，歌：MELL
片尾曲「記憶」
作詞：Yunna、AMADORI，作曲、編曲：Tablo，歌：Yunna feat GOKU

### 各話列表
| 話數 | 日文標題 | 中文標題                    | 腳本       | 分鏡       | 演出              | 作畫監督            |
| ---- | -------- | --------------------------- | ---------- | ---------- | ----------------- | ------------------- |
| 1    |          | 深紅的鐵馬                  | 高屋敷英夫 | 高橋敦史   | 高橋敦史 若林漢二 | 田崎聡              |
| 2    |          | 珠代更強!? Spread legs form | 高屋敷英夫 | 高橋敦史   | 吉野智美 末田宜史 | 今木宏明            |
| 3    |          | 然後旗子揮舞                | 高屋敷英夫 | 森健       | 山岡実            | 丸英男              |
| 4    |          | 翔子、危機一髪              | 高屋敷英夫 | 鶴岡耕次郎 | 末田宜史          | 小谷杏子            |
| 5    |          | 謎的Rideback少女            | 高屋敷英夫 | 小島正幸   | 若林漢二          | 高橋成之            |
| 6    |          | 電光石火的騎乘              | 高屋敷英夫 | 鶴岡耕次郎 | 吉野智美          | 馬場健              |
| 7    |          | 罪與罰                      | 飯塚健     | 鶴岡耕次郎 | 若林漢二          | 石井久美 杉藤ゆかり |
| 8    |          | 騎乘吧！被選中者            | 飯塚健     | 中原禮     | 末田宜史          | 杉藤ゆかり          |
| 9    |          | 在向陽的庭院中              | 飯塚健     | 大久保富彦 | 山岡実            | 宮前真一            |
| 10   |          | 戰爭大師                    | 飯塚健     | 森健       | 若林漢二          | 本田敬一            |
| 11   |          | 陰轉小雨                    | 飯塚健     | 上代務     | 吉野智美          | 宮前真一            |
| 12   |          | 向著光的舞台                | 飯塚健     | 増田敏彦   | 若林漢二          | 香月邦夫            |

### 播放電視台
| 播放地區 | 播放電視台   | 播放日期                  | 播放時間             | 聯播網    | 備註   |
| -------- | ------------ | ------------------------- | -------------------- | --------- | ------ |
| 千葉縣   | 千葉電視台   | 2009年1月11日 - 3月29日   | 星期日 24:00 - 24:30 | 独立UHF局 |        |
| 埼玉縣   | 埼玉電視台   | 2009年1月11日 - 3月29日   | 星期日 25:30 - 26:00 | 独立UHF局 |        |
| 神奈川縣 | 神奈川電視台 | 2009年1月12日 - 3月30日   | 星期一 25:15 - 25:45 | 独立UHF局 |        |
| 京都府   | KBS京都      | 2009年1月12日 - 3月30日   | 星期一 25:30 - 26:00 | 独立UHF局 |        |
| 兵庫縣   | SUN電視台    | 2009年1月13日]] - 3月31日 | 星期二 24:00 - 24:30 | 独立UHF局 |        |
| 東京都   | TOKYO MX     | 2009年1月14日 - 4月1日    | 星期三 25:30 - 26:00 | 独立UHF局 |        |
| 日本全域 | AT-X         | 2009年1月27日 - 4月14日   | 星期二 9:30 - 10:00  | CS頻道    | 有重播 |